# 王沛霖宅院
王沛霖宅院，位于中国山西省晋中市平遥县平遥古城内仁义街37号，是清代道光年间文人王沛霖（捐得“市政司理问”衔）、光绪年间学者王晋荣（捐得“营千总”衔）父子的宅第。
王宅前后三进，东有跨院。各进院门的门匾上分别题写“树德”、“克绳祖武”、“乐天伦”字样，符合书香门第的身份。宅门开在南厅的东稍间，在八卦中为“巽”位。
1994年12月28日，王宅公布为平遥县文物保护单位。